# Вервие
 Тази статия е за града в Белгия.  За окръга вижте Вервие (окръг).  
Вервие (на френски: Verviers) е град в Източна Белгия, административен център на окръг Вервие в провинция Лиеж. Разположен е на 22 km източно от град Лиеж и на 26 km югозападно от германския град Аахен. Населението му към 2022 г. е около 55 000 души.
През Средновековието районът на днешния град Вервие е част от маркизата Франшимон, който през X век става част от владенията на Лиежката епископия. Текстилното производство започва през XV век, като в средата на XVII век Вервие вече е един от основните центрове на Лиежката епископия. Анексирането му от Франция през 1795 година предизвиква силен стопански упадък, който е преодолян едва след битката при Ватерло. Предприемачът Уилям Кокрил поставя началото на модерната текстилна промишленост в града, който става едно от средищата на Индустриалната революция във Валония и един от основните производители на вълнен текстил в Европа. От средата на XX век традиционната текстилна промишленост постепенно запада.

## Известни личности
Родени във Вервие
- Анри Вийотан (1820-1881), цигулар
- Иван Илиеф (р. 1941), политик
- Жан-Мари Клинкенберг (р. 1944), лингвист
- Анри Пирен (1862-1935), историк

Починали във Вервие
- Пиер Рапса (1948-2002), музикант

## Побратимени градове
- Арл (Франция)
- Мьонхенгладбах (Германия)
- Рубе (Франция)
- Брадфорд (Великобритания)
- Ла Мот Шаланкон (Франция)